# Snooker-Saison 2016/17
Die Snooker-Saison 2016/17 war eine Serie von Snooker-Turnieren, die der Main Tour angehörten.

## Saisonergebnisse
Durch die Abschaffung der Players Tour Championship verringerte sich die Gesamtzahl der Turniere. Drei PTC-Turniere (in Riga, Fürth und Gibraltar) blieben jedoch als eigenständige Kurzturniere mit Wertung für die Weltrangliste erhalten.
Durch den am 29. April 2015 bekannt gegebenen Fünf-Jahres Plan von Barry Hearn, wurde als weiteres Turnier auf dem europäischen Kontinent die zuletzt 2004 ausgetragenen European Open unter dem Namen European Masters als vollwertiges Weltranglistenturnier wieder eingeführt. Dazu gehören die auf den britischen Inseln neu eingeführte „Home Nations Series“ mit den etablierten Welsh Open und dem zuletzt 2012 veranstaltetem Scottish Open sowie zwei neuen Turnieren in England und Nordirland, der World Grand Prix der ab dieser Saison zum Weltranglistenturnier aufgewertet wird und das in der Vorsaison veranstaltete Players Championship Grand Final, das unter dem Namen Players Championship mit den Top 16 der Ein-Jahres Rangliste ab dieser Saison weiter veranstaltet. Das Flach Format mit allen 128 Spielern in Runde 1 bei allen Weltranglisten Turnieren, außer bei der Weltmeisterschaft ist ebenfalls Teil des Fünf-Jahres Plans.
Des Weiteren erhielt das Shoot-Out in dieser Saison erstmals den Status eines Ranglistenturniers.
Die in der Vorsaison veranstalteten Australian Goldfields Open wurden in dieser Saison nicht mehr veranstaltet und aus dem Tour Kalender gestrichen.
Das Shanghai Masters wurde in dieser Saison zum letzten Mal im abgestuften System Top 16 ein Endrunden Platz garantiert und 16 Qualifikanten veranstaltet. Grund war das auslaufen des Vertrags.
Die Indian Open kehrten nach einer Saisonpause wieder in den Tour Kalender zurück.                                                                  Das World Open kehrte nach zwei Saisonpausen wieder in den Tour Kalender zurück.
Neu in dieser Saison war das China Championship das als Einladung Turnier veranstaltet wurde und in den folgenden drei Saisons 2017/18, 2018/19 und 2019/20 als Weltranglisten Turnier fortgesetzt wird.
| Datum                                | Turnier                         | Austragungsort | Art                   | Sieger            | Finalist          | Ergebnis |
| 22. Juni bis 24. Juni 2016           | Riga Masters 2016               | Riga           | Weltranglistenturnier | Neil Robertson    | Michael Holt      | 5:2      |
| 5. Juli bis 9. Juli 2016             | Indian Open 2016                | Hyderabad      | Weltranglistenturnier | Anthony McGill    | Kyren Wilson      | 5:2      |
| 25. Juli bis 31. Juli 2016           | World Open 2016                 | Yushan         | Weltranglistenturnier | Allister Carter   | Joe Perry         | 10:8     |
| 25. August bis 28. August 2016       | Paul Hunter Classic 2016        | Fürth          | Pro-Am-Turnier        | Mark Selby        | Tom Ford          | 4:2      |
| 5. September bis 10. September 2016  | 6-Red World Championship 2016   | Bangkok        | Einladungsturnier     | Ding Junhui       | Stuart Bingham    | 8:7      |
| 19. September bis 25. September 2016 | Shanghai Masters 2016           | Shanghai       | Weltranglistenturnier | Ding Junhui       | Mark Selby        | 10:6     |
| 3. Oktober bis 9. Oktober 2016       | European Masters 2016           | Bukarest       | Weltranglistenturnier | Judd Trump        | Ronnie O’Sullivan | 9:8      |
| 10. Oktober bis 16. Oktober 2016     | English Open 2016               | Manchester     | Weltranglistenturnier | Liang Wenbo       | Judd Trump        | 9:6      |
| 23. Oktober bis 30. Oktober 2016     | International Championship 2016 | Daqing         | Weltranglistenturnier | Mark Selby        | Ding Junhui       | 10:1     |
| 1. November bis 5. November 2016     | China Championship 2016         | Guangzhou      | Einladungsturnier     | John Higgins      | Stuart Bingham    | 10:7     |
| 7. November bis 12. November 2016    | Champion of Champions 2016      | Coventry       | Einladungsturnier     | John Higgins      | Ronnie O’Sullivan | 10:7     |
| 14. November bis 20. November 2016   | Northern Ireland Open 2016      | Belfast        | Weltranglistenturnier | Mark King         | Barry Hawkins     | 9:8      |
| 22. November bis 4. Dezember 2016    | UK Championship 2016            | York           | Weltranglistenturnier | Mark Selby        | Ronnie O’Sullivan | 10:7     |
| 12. Dezember bis 18. Dezember 2016   | Scottish Open 2016              | Glasgow        | Weltranglistenturnier | Marco Fu          | John Higgins      | 9:4      |
| 15. Januar bis 22. Januar 2017       | Masters 2017                    | London         | Einladungsturnier     | Ronnie O’Sullivan | Joe Perry         | 10:7     |
| 1. Februar bis 5. Februar 2017       | German Masters 2017             | Berlin         | Weltranglistenturnier | Anthony Hamilton  | Allister Carter   | 9:6      |
| 6. Februar bis 12. Februar 2017      | World Grand Prix 2017           | Preston        | Weltranglistenturnier | Barry Hawkins     | Ryan Day          | 10:7     |
| 13. Februar bis 19. Februar 2017     | Welsh Open 2017                 | Cardiff        | Weltranglistenturnier | Stuart Bingham    | Judd Trump        | 9:8      |
| 23. Februar bis 26. Februar 2017     | Snooker Shoot-Out 2017          | Watford        | Weltranglistenturnier | Anthony McGill    | Xiao Guodong      | 67:19 1  |
| 27. Februar bis 2. März 2017         | Championship League 2017        | Coventry       | Einladungsturnier     | John Higgins      | Ryan Day          | 3:0      |
| 3. März bis 5. März 2017             | Gibraltar Open 2017             | Gibraltar      | Pro-Am-Turnier        | Shaun Murphy      | Judd Trump        | 4:2      |
| 6. März bis 12. März 2017            | Players Championship 2017       | Llandudno      | Weltranglistenturnier | Judd Trump        | Marco Fu          | 10:8     |
| 27. März bis 2. April 2017           | China Open 2017                 | Peking         | Weltranglistenturnier | Mark Selby        | Mark Williams     | 10:8     |
| 15. April bis 1. Mai 2017            | Snookerweltmeisterschaft 2017   | Sheffield      | Weltranglistenturnier | Mark Selby        | John Higgins      | 18:15    |

## Qualifikation für die Main Tour 2016/17 und 2017/18
Neben den 64 bestplatzierten Spielern der Weltrangliste am Ende der Saison 2015/16 und 30 Spielern, die 2015 die Startberechtigung für zwei Jahre erhalten hatten, bekamen 35 weitere Spieler einen Startplatz für die Spielzeiten 2016/17 und 2017/18.
| Qualifikation über die European Tour Order of Merit 1. Thor Chuan Leong 2. Lee Walker 3. Mitchell Mann 4. Aditya Mehta 5. Scott Donaldson 6. Hammad Miah 7. Anthony Hamilton 8. Liam Highfield Qualifikation über die Asian Tour Order of Merit 1. Leo Fernandez 2. Zhang Anda | Qualifikation über die Q School (Turnier 1, Turnier 2 und kombinierte Rangliste) 1. Fang Xiongman 2. Christopher Keogan 3. Cao Yupeng 4. Chen Zhe 5. Michael Georgiou 6. John Astley 7. Alex Borg 8. David John 9. Craig Steadman 10. Jamie Barrett 11. Ian Preece 12. Adam Duffy | Qualifikation über die EBSA Amateur Play Offs 1. Sam Craigie 2. Elliot Slessor Internationale Meisterschaften 1. Zhao Xintong (IBSF-Vizeweltmeister) 2. Boonyarit Keattikun (IBSF-U21-Weltmeister) 3. Jak Jones (EBSA-Europameister) 4. Josh Boileau (EBSA-U21-Europameister) 5. Kritsanut Lertsattayathorn (ACBS-Asienmeister) 6. Wang Yuchen (ACBS-U21-Asienmeister) 7. Yan Bingtao (IBSF-Weltmeister 2014) Nominierungen der National- bzw. Kontinentalverbände 1. Mei Xiwen (China) 2. Rouzi Maimaiti (China) 3. Kurt Dunham (Ozeanien) Invitational Tour Card 1. James Wattana |

## Preisgeld
Die Tabelle zeigt eine Übersicht über die in dieser Saison verteilten Preisgelder, die in die Weltrangliste einflossen. Alle Beträge sind in Pfund angegeben. Preisgelder in Euro wurden mit einem festgesetzten Wechselkurs von 1 GBP = 1,33 € in Pfund umgerechnet.
| Runde                      |                                |                                    | Letzte 128                      | Letzte 64                         | Letzte 32                        | Achtelfinale | Viertelfinale | Halbfinale | Zweiter | Sieger  |
| -------------------------- | ------------------------------ | ---------------------------------- | ------------------------------- | --------------------------------- | -------------------------------- | ------------ | ------------- | ---------- | ------- | ------- |
|                            |                                |                                    | Plätze 1–64 vs. Plätze 65–128   |                                   |                                  |              |               |            |         |         |
| Riga Masters               |                                |                                    | 0                               | 525                               | 1.050                            | 2.250        | 4.500         | 11.250     | 18.750  | 37.500  |
| Indian Open                |                                |                                    | 0                               | 2.000                             | 3.000                            | 6.000        | 9.000         | 13.500     | 25.000  | 50.000  |
| World Open                 |                                |                                    | 0                               | 4.000                             | 6.500                            | 8.000        | 12.500        | 21.000     | 40.000  | 90.000  |
| International Championship |                                |                                    | 0                               | 4.000                             | 7.000                            | 12.000       | 17.500        | 30.000     | 65.000  | 125.000 |
| UK Championship            |                                |                                    | 0                               | 5.000                             | 10.000                           | 15.000       | 22.500        | 35.000     | 75.000  | 170.000 |
| German Masters             |                                |                                    | 0                               | 1.500                             | 3.000                            | 3.750        | 7.500         | 15.000     | 26.500  | 60.000  |
| European Masters           |                                |                                    | 0                               | 1.312                             | 2.625                            | 4.500        | 8.250         | 13.125     | 26.250  | 56.250  |
| English Open               |                                |                                    | 0                               | 2.500                             | 3.500                            | 6.000        | 12.000        | 20.000     | 30.000  | 70.000  |
| Northern Ireland Open      |                                |                                    | 0                               | 2.500                             | 3.500                            | 6.000        | 12.000        | 20.000     | 30.000  | 70.000  |
| Scottish Open              |                                |                                    | 0                               | 2.500                             | 3.500                            | 6.000        | 12.000        | 20.000     | 30.000  | 70.000  |
| Welsh Open                 |                                |                                    | 0                               | 2.500                             | 3.500                            | 6.000        | 12.000        | 20.000     | 30.000  | 70.000  |
| China Open                 |                                |                                    | 0                               | 4.000                             | 6.500                            | 8.000        | 12.500        | 21.000     | 35.000  | 85.000  |
| Snooker Shoot-Out          |                                |                                    | 0                               | 500                               | 1.000                            | 2.000        | 4.000         | 8.000      | 16.000  | 32.000  |
| Paul Hunter Classic        |                                |                                    | 0                               | 525                               | 900                              | 1.725        | 3.000         | 4.500      | 9.000   | 18.750  |
| Gibraltar Open             |                                |                                    | 0                               | 525                               | 900                              | 1.725        | 3.000         | 4.500      | 9.000   | 18.750  |
| Players Championship       |                                |                                    | –                               | –                                 | –                                | 10.000       | 15.000        | 30.000     | 50.000  | 125.000 |
| World Grand Prix           |                                |                                    | –                               | –                                 | 5.000                            | 7.500        | 12.500        | 20.000     | 40.000  | 100.000 |
| Runde                      | Letzte 128                     | Letzte 96                          | Letzte 64                       | Letzte 48                         | Letzte 32                        | Achtelfinale | Viertelfinale | Halbfinale | Zweiter | Sieger  |
|                            | Plätze 65–96 vs. Plätze 97–128 | Plätze 33–64 vs. Sieger Letzte 128 | Sieger Letzte 96 gegeneinander  | Plätze 17–32 vs. Sieger Letzte 64 | Plätze 1–16 vs. Sieger Letzte 48 |              |               |            |         |         |
| Shanghai Masters           | 0                              | 500                                | 2.000                           | 3.000                             | 6.000                            | 8.000        | 12.000        | 19.500     | 35.000  | 85.000  |
| Runde                      |                                | Letzte 144                         | Letzte 80                       | Letzte 48                         | Letzte 32                        | Achtelfinale | Viertelfinale | Halbfinale | Zweiter | Sieger  |
|                            |                                | Plätze 17–80 vs. Plätze 81–144     | Sieger Letzte 144 gegeneinander | Sieger Letzte 80 gegeneinander    | Plätze 1–16 vs. Sieger Letzte 48 |              |               |            |         |         |
| Snookerweltmeisterschaft   |                                | 0                                  | 8.000                           | 12.500                            | 16.000                           | 25.000       | 37.500        | 75.000     | 160.000 | 375.000 |

1. 1 2 3 4  
Für gesetzte Spieler, die ihr erstes Spiel verloren, wurde das Preisgeld nicht für die Rangliste gewertet.